# 朱元璋組合
朱元璋組合三名中國女排運動員朱婷、袁心玥、張常寧的合稱，「朱元璋」是三人姓氏“朱袁張”的諧音。 自2013年起，三人為中國女排提供強大進攻火力，令中國女排得以重回世界一線，由於她們的特殊身高和冒起時很年輕，被中國傳媒譽為朱元璋。

## 概述
郎平自2013年回歸執掌中國女排後，逐漸以朱婷、袁心玥、張常寧三位新生代球員作為中國女排的核心球員，中國女排也由郎平領軍和三核帶領下，連續贏得2015年世界盃和2016年里約奧運會兩個世界冠軍。
郎平在里約奧運會球員選拔過程中，放棄部份2015年世界盃的奪標功臣如張曉雅、曾春蕾、楊珺菁、沈靜思、王夢潔、劉晏含，補入老將徐雲麗、剛從心臟病康復的隊長惠若琪以及年輕小將的楊方旭和龔翔宇，但“朱元璋”三人的位置仍然屹立不倒，足見三人在隊內地位。
朱婷、袁心玥、張常寧三人身高都在1.95米或以上，均在中國女排運動員平均高度之上，媲美平均高度比中國女排更高的歐美球員；三人在1994-96年間出生，在2015年世界盃奪標 (中國女排相隔11年重奪世界冠軍) 時平均只有20歲，比黃金二代的三名核心馮坤、楊昊、周蘇紅奪得2003年世界盃 (中國女排相隔17年重奪世界冠軍) 時還要年輕，而三人為首的中國女排也做出和黃金二代師姐相同成績 ~ 奪得世界盃後，在翌年的奧運會中奪得金牌。2017年, 他們三人頒銜的中國女排又贏得大冠軍盃，實現排球四大盃賽三連冠。

## 成員
朱婷很早就成為中國女排主攻線上的未來之星，她在不足20歲時已當上國家隊主力，她是當今世界女排最佳主攻手之一，而且扣球和發球能力不俗，由於她在2015年世界盃和里約奧運會兩個大賽表現突出，連續成為這兩個賽事的最有價值球員。
袁心玥司職副攻，亦可擔任接應二傳位置，由於她身高2米，其身高優勢使其發球頗具威脅，她的三號位和二號位的快攻均有一定威脅，不過攔網狀態不甚穩定。 袁心玥另一特點是敢打敢拼，場上士氣很旺。
朱婷和袁心玥都有份參與2014年世界女子排球錦標賽，由於她們表現突出，帶領中國女排在四強打敗東道主意大利，28年以來首次殺入世錦賽決賽，最終決賽不敵美國女排而奪得亞軍。
張常寧司職主攻，亦可擔任接應二傳位置，她早年為沙灘排球選手，後來入選中國國家女子沙灘排球隊，2013年隨江蘇代表團參加全運會後改打室內排球，在賽會結束後張常寧表態只想打室內排球，並決定不再參與沙灘排球運動，因此一度遭到國家體育總局排球運動管理中心封殺，後來才予以解禁。 郎平在中國女排奪得2014年世界女子排球錦標賽亞軍後，張常寧隨即被召入中國女子排球國家隊集訓，並於2014年以女排二隊隊員身份參加仁川亞運會。